# 唐澤鹿男
唐澤 鹿男（からさわ しかお、1906年〈明治39年〉3月20日 - 没年不明）は、昭和時代の台湾総督府官僚。公吏。

## 経歴
長野県上伊那郡に生まれる。松本高等学校を経て、1932年（昭和7年）東京帝国大学経済学部を卒業する。
卒業後、直ちに台湾総督府に出仕し金融課勤務を発令され、官房審議室勤務を経て、1942年（昭和17年）8月、地方理事官に進み、高雄州恒春郡守に就任した。
戦後、長野県出納長を務めた。